# Når der kommer en båd
Når der kommer en båd (originaltitel: When the Boat Comes In) er en britisk tv-serie, der sendtes første gang på BBC fra 1976, og vistes i 51 episoder over fire sæsoner til 1981. Serien blev skabt af James Mitchell og blev produceret af BBC.
Tv-serien har James Bolam i hovedrollen som Jack Ford, en veteran fra 1. verdenskrig, der vender hjem til sin fattigdomsramte fiktive by Gallowshield i det nordøstlige England i 1920'erne. Den mindeværdige traditionelle sang "When the Boat Comes In" var tilpasset af David Fanshawe som tv-seriens titelmelodi. Fanshawe komponerede også seriens øvrige musikstykker.

## Yderlige læsning
- McNally, Karen (2007). "The Geordie and the American Hero: Revisiting Classic Hollywood Masculinity in When the Boat Comes In". Journal of British Cinema and Television. Edinburgh University Press. 4 (1): 102. doi:10.3366/JBCTV.2007.4.1.102.